# Michal Rak
Michal Rak est un joueur  tchèque de volley-ball né le 14 août 1979 à Liberec. Il mesure 2,06 m et joue central.

## Clubs
| Club                  | Pays               | De        | À         |
| --------------------- | ------------------ | --------- | --------- |
| VK Odolena Voda       | République tchèque | 1999-2000 | 2002-2003 |
| Trentino Volley       | Italie             | 2003-2004 | 2004-2005 |
| Pallavolo Modène      | Italie             | 2005-2006 | 2006-2007 |
| Tarente Volley        | Italie             | 2007-2008 | 2007-2008 |
| Pallavolo Plaisance   | Italie             | 2008-2009 | 2009-2010 |
| NMV Castellana Grotte | Italie             | 2010-2011 | 2010-2011 |
| Callipo Sport         | Italie             | 2011-2012 | 2011-2012 |
| Blu Volley Vérone     | Italie             | 2012-2013 | 2012-2013 |
| Hypo Tirol Innsbrück  | Autriche           | 2013-2014 | 2013-2014 |

## Palmarès
- Coupe de la CEV
  - Finaliste : 2007.
- Championnat d'Italie (1)
  - Vainqueur : 2009.
- Supercoupe d'Italie (1)
  - Vainqueur : 2009.
- Championnat d'Autriche (1)
  - Vainqueur : 2014.
- Coupe d'Autriche (1)
  - Vainqueur : 2014.